# メキシコ国立美術館
メキシコ国立美術館（スペイン語：Museo Nacional de Arte、略称: MUNAL）はメキシコの国立の美術館である。メキシコシティ歴史地区にある施設の一つである。16世紀半ばから20世紀にいたるメキシコの美術史を代表する収蔵品が展示されている。

## 概略
1982年に設立された。設置された建物は、20世紀の初めに、イタリア人建築家、Silvio Contriが設計した、かつての通信に関する役所の建物、「 Palacio de la Secretaría de Comunicaciones y Obras Públicas」であり、後に国立公文書館(Archivo General de la Nación)として使われた建物である。建物の復元改修と近代化が行われた後、2000年に一般公開された。建物は独立前にメキシコシティーで活躍したスペインの建築家、彫刻家のマヌエル・トルサ(Manuel Tolsá: 1757-1816)が制作したスペイン王カルロス4世の騎馬像が、1979年に移設された場所の前に美術館はある。

## コレクション

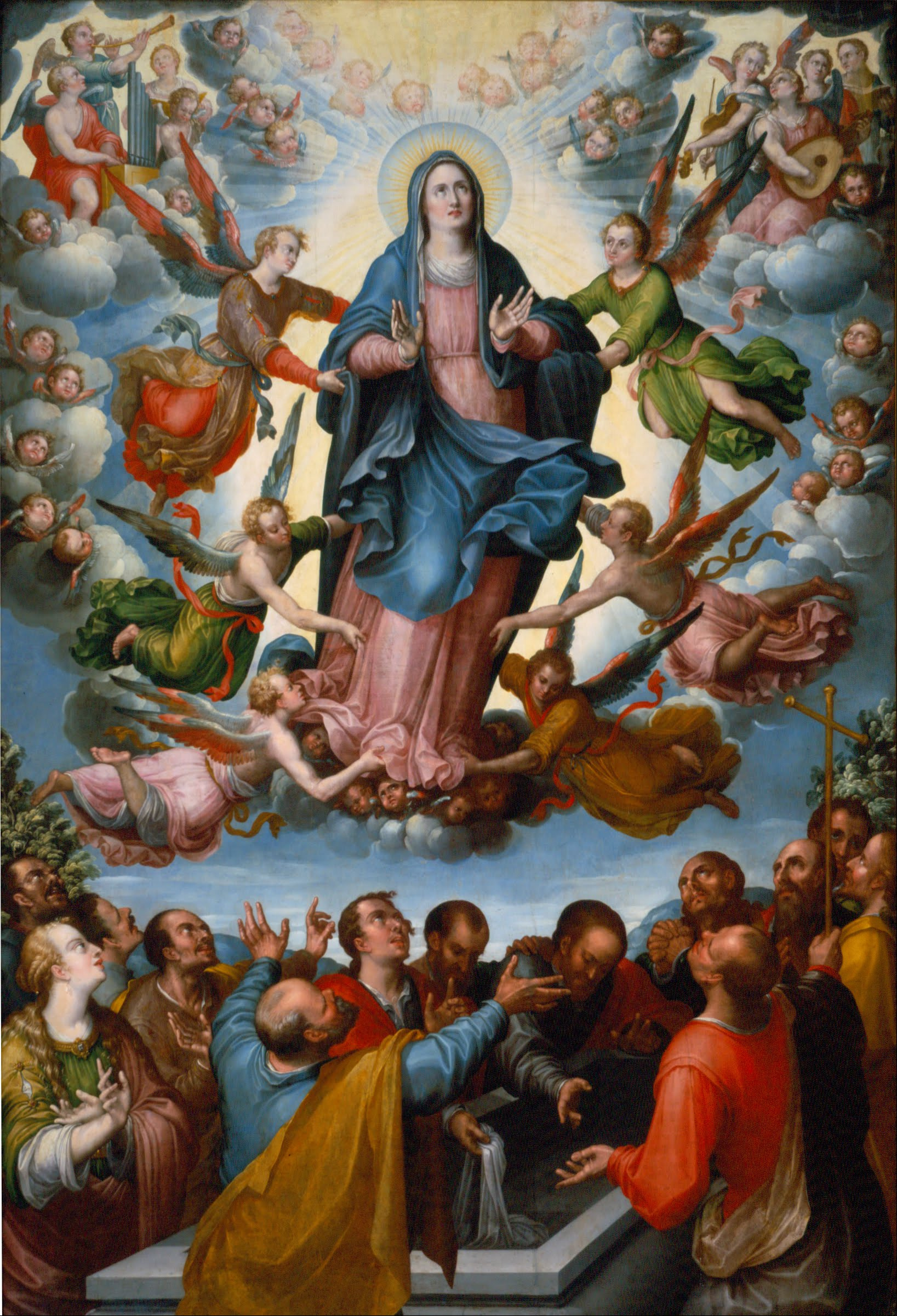
Alonso López de Herrera 「聖母昇天」 (c.1625)
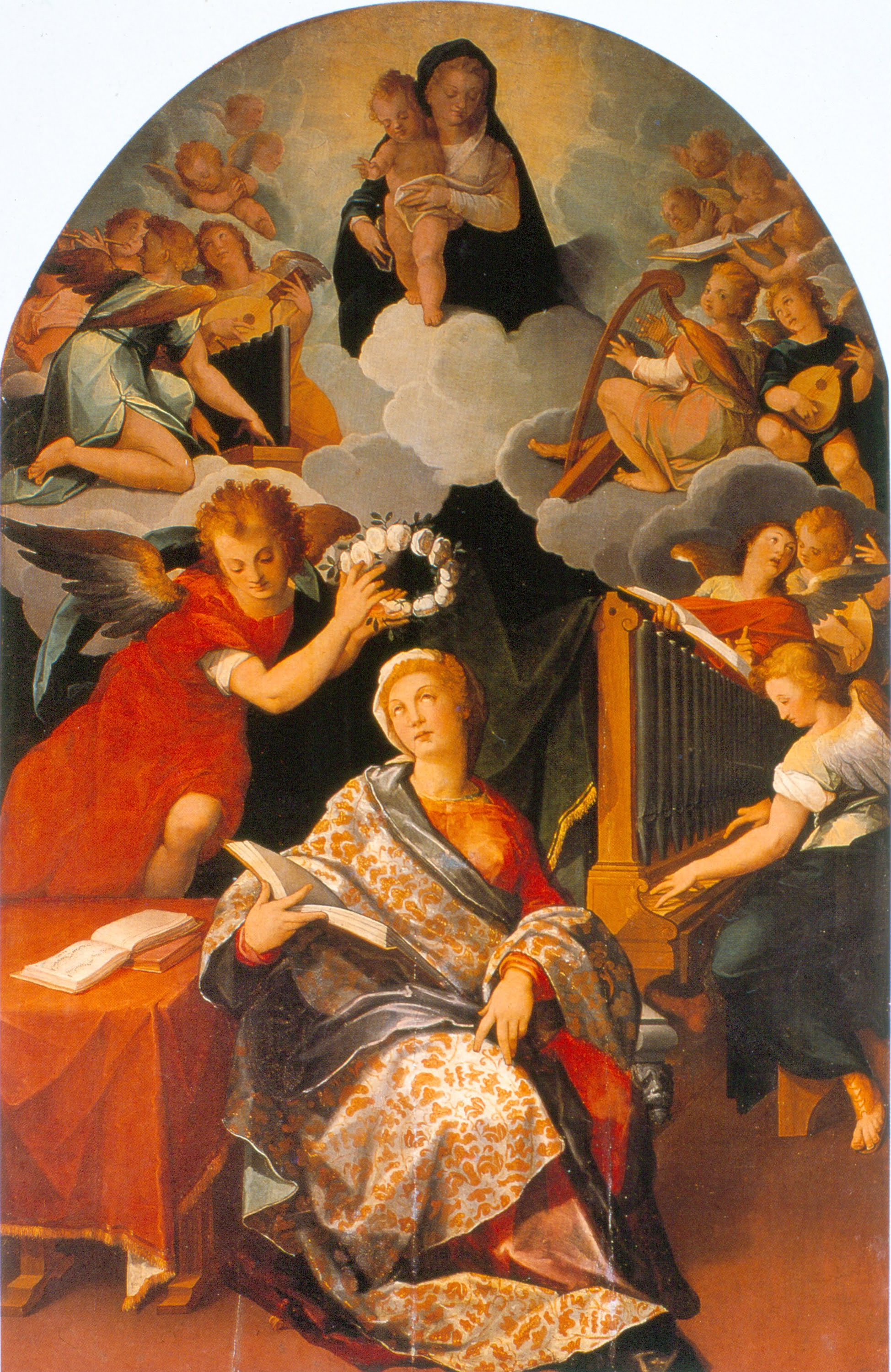
Andrés de la Concha 「聖セシリア」 (16世紀)
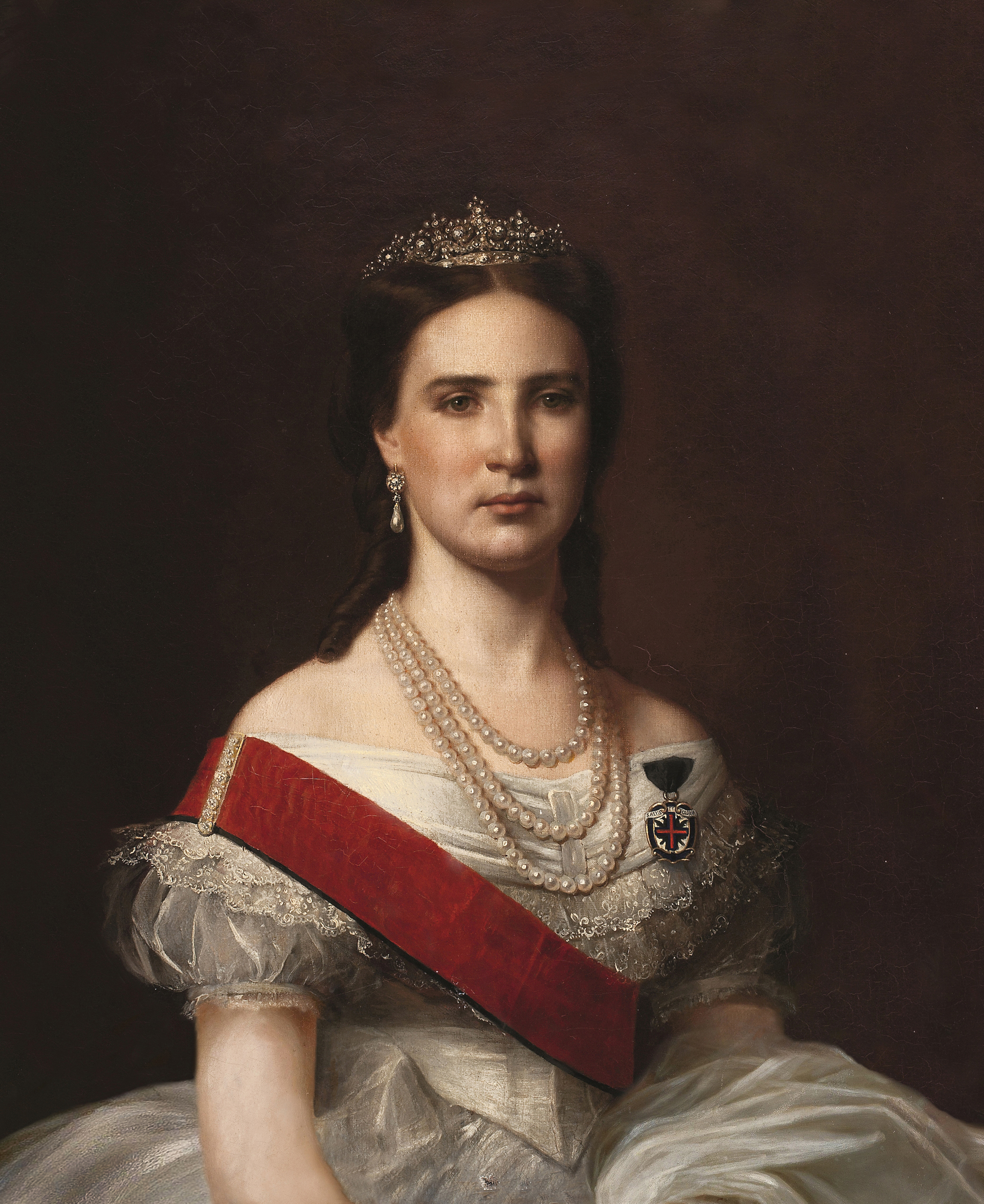
サンチャゴ・レブル 「シャルロッテ・フォン・ベルギエンの肖像画」 (1867)
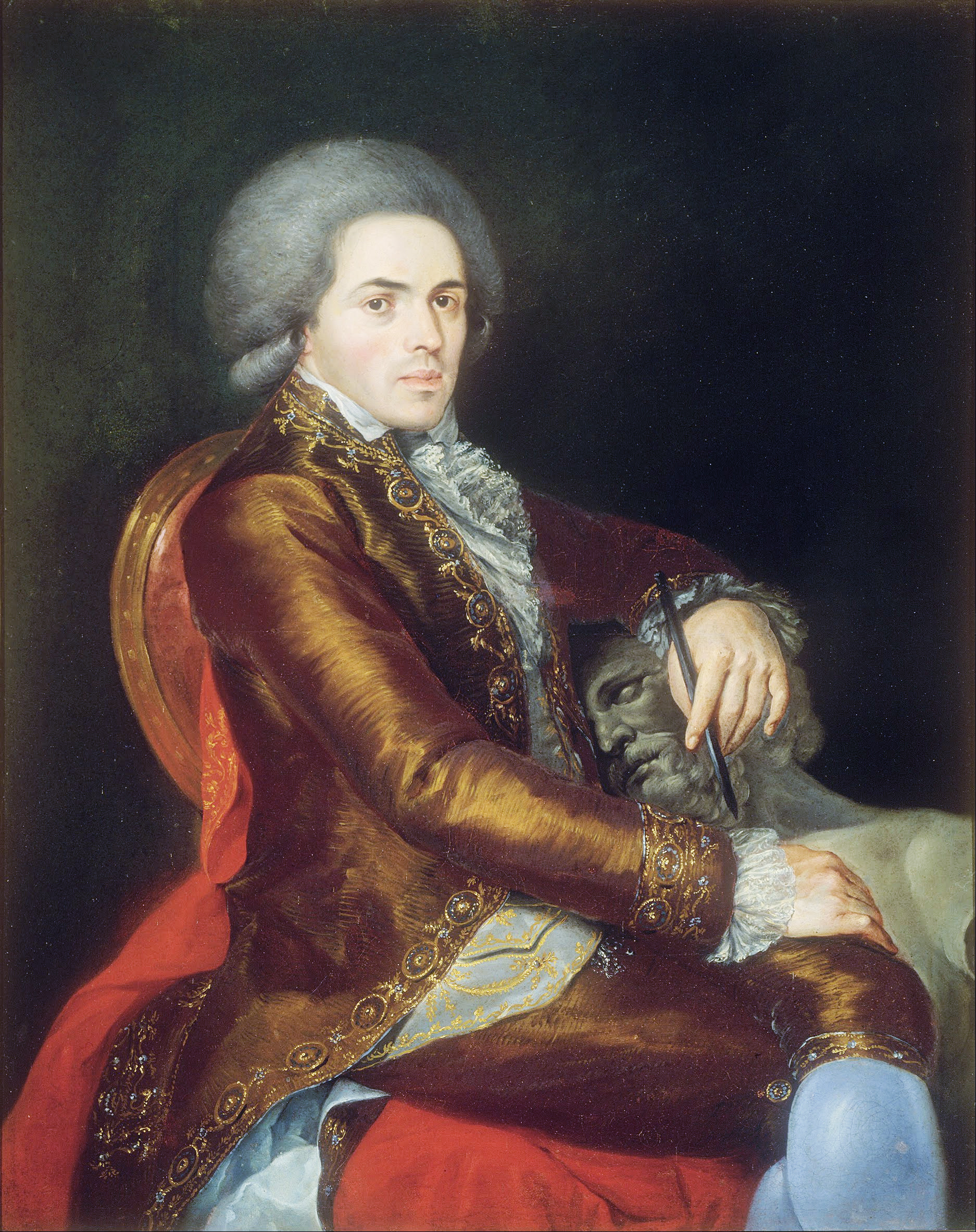
ラファエル・ヒメノ・プラネス 「マヌエル・トルサの肖像画」 (18世紀末)
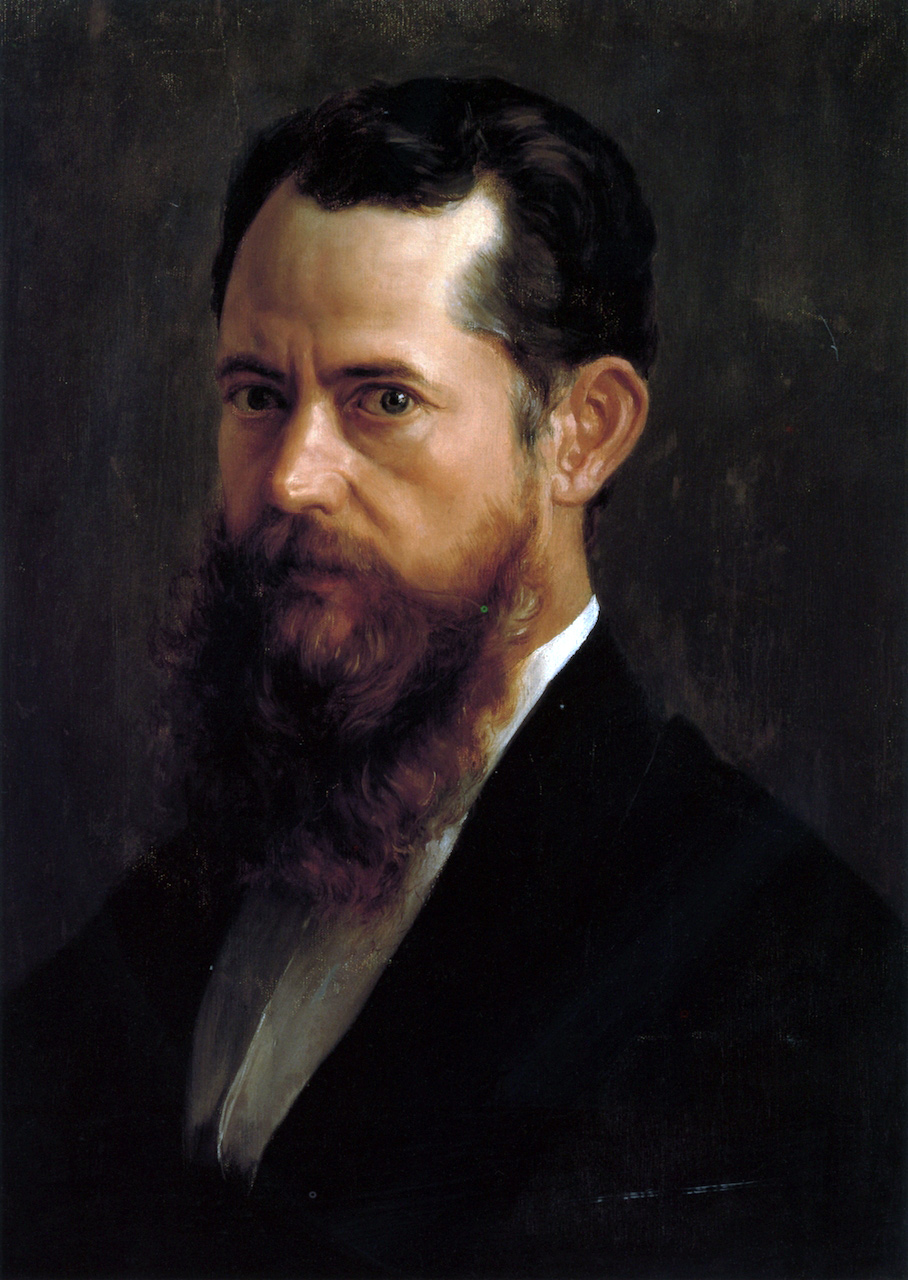
ホセ・マリア・ベラスコ 「自画像」
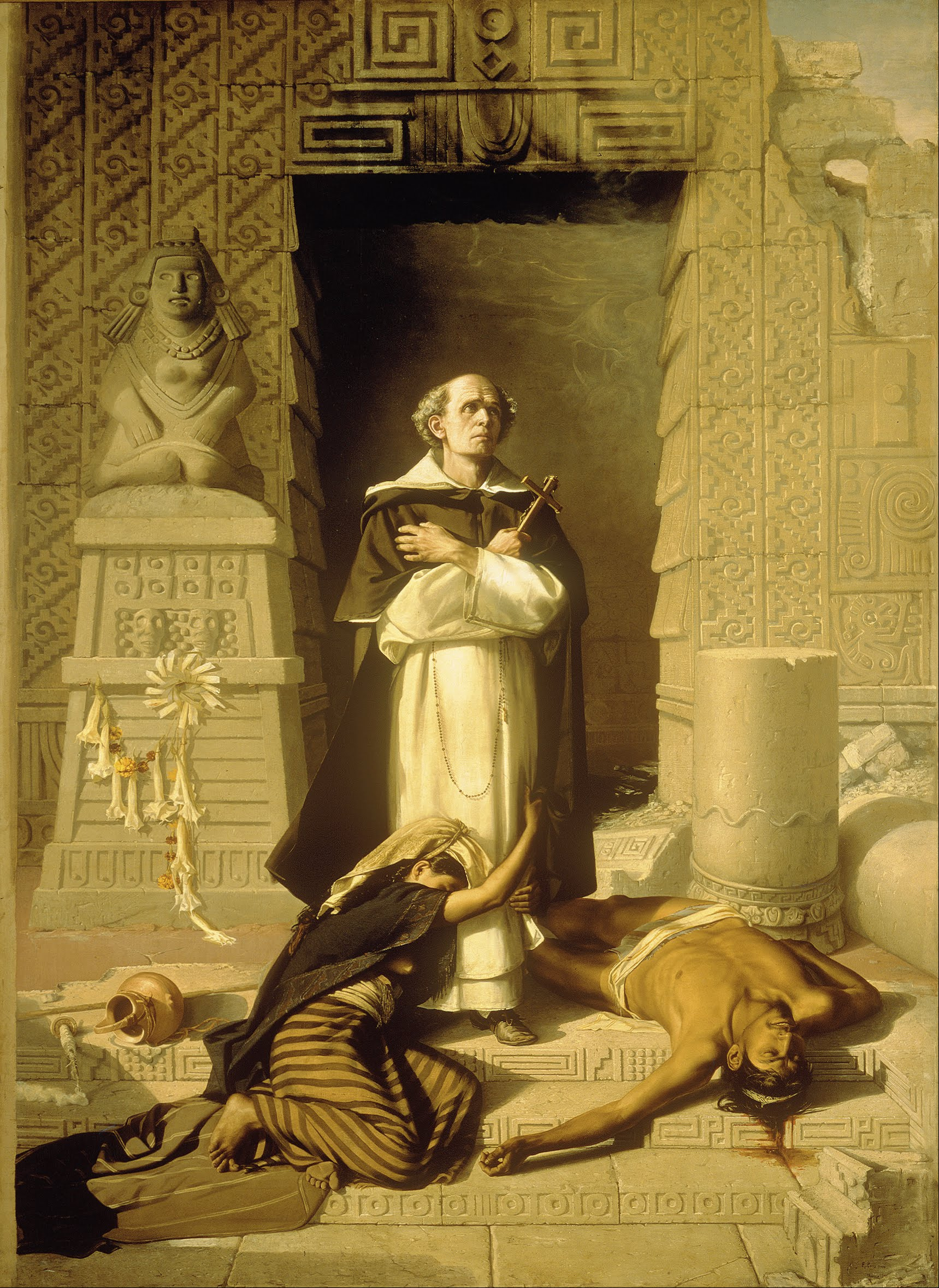
フェリックス・パラ 「バルトロメ・デ・ラス・カサス」 (1875)
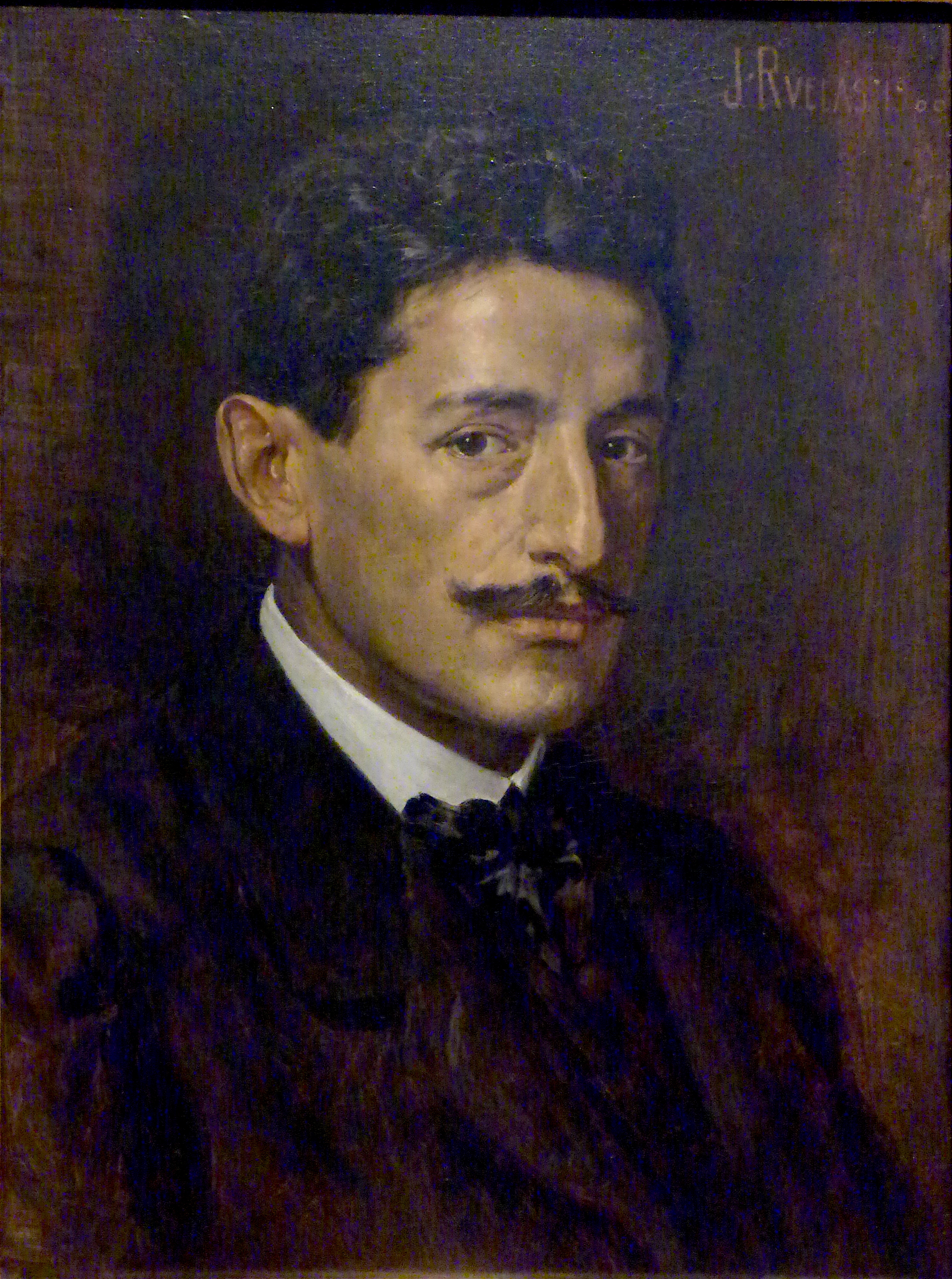
フリオ・ルエラス 「自画像」
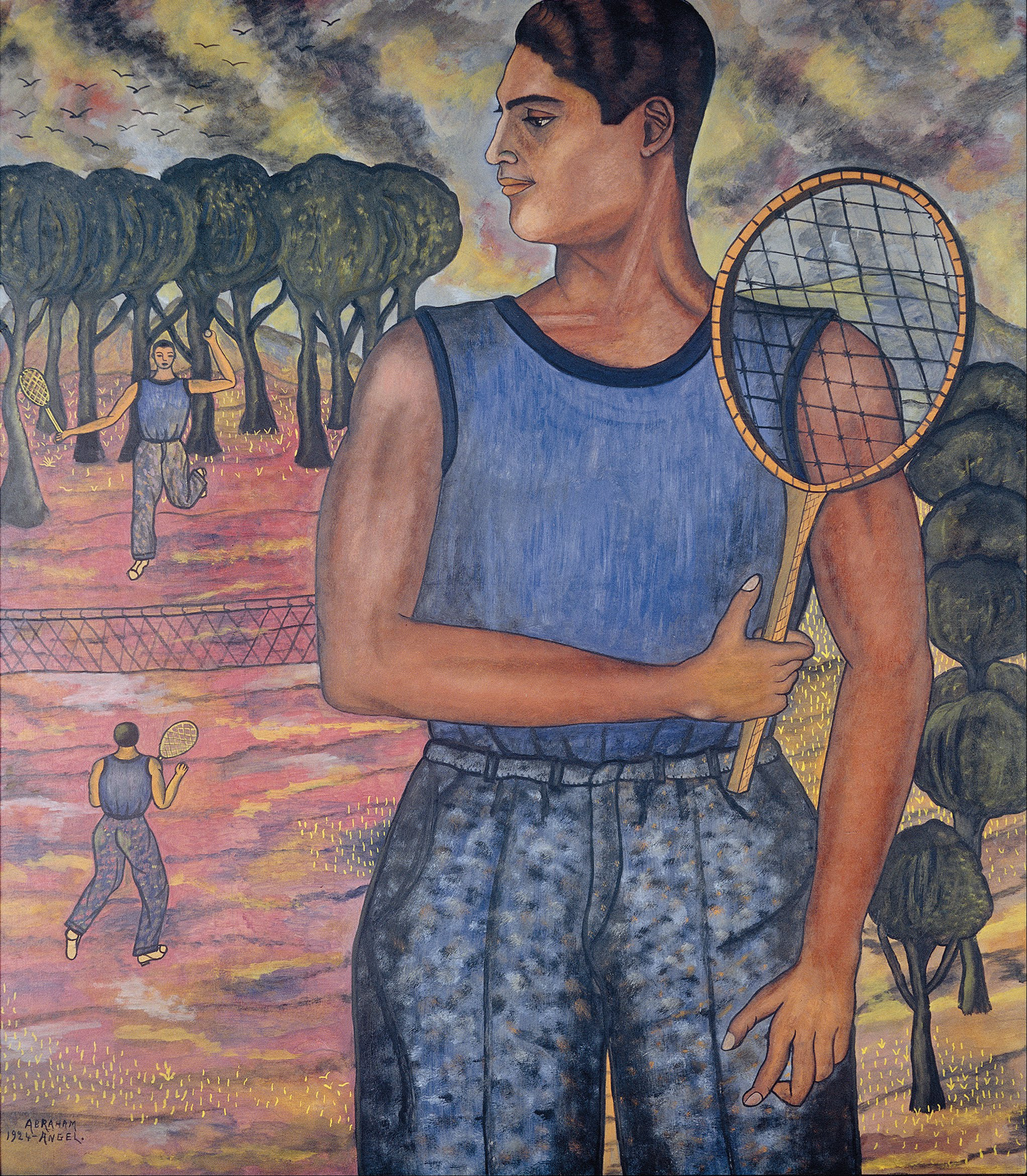
アブラハム・アンヘル 「テニス・プレーヤー」 (1924)
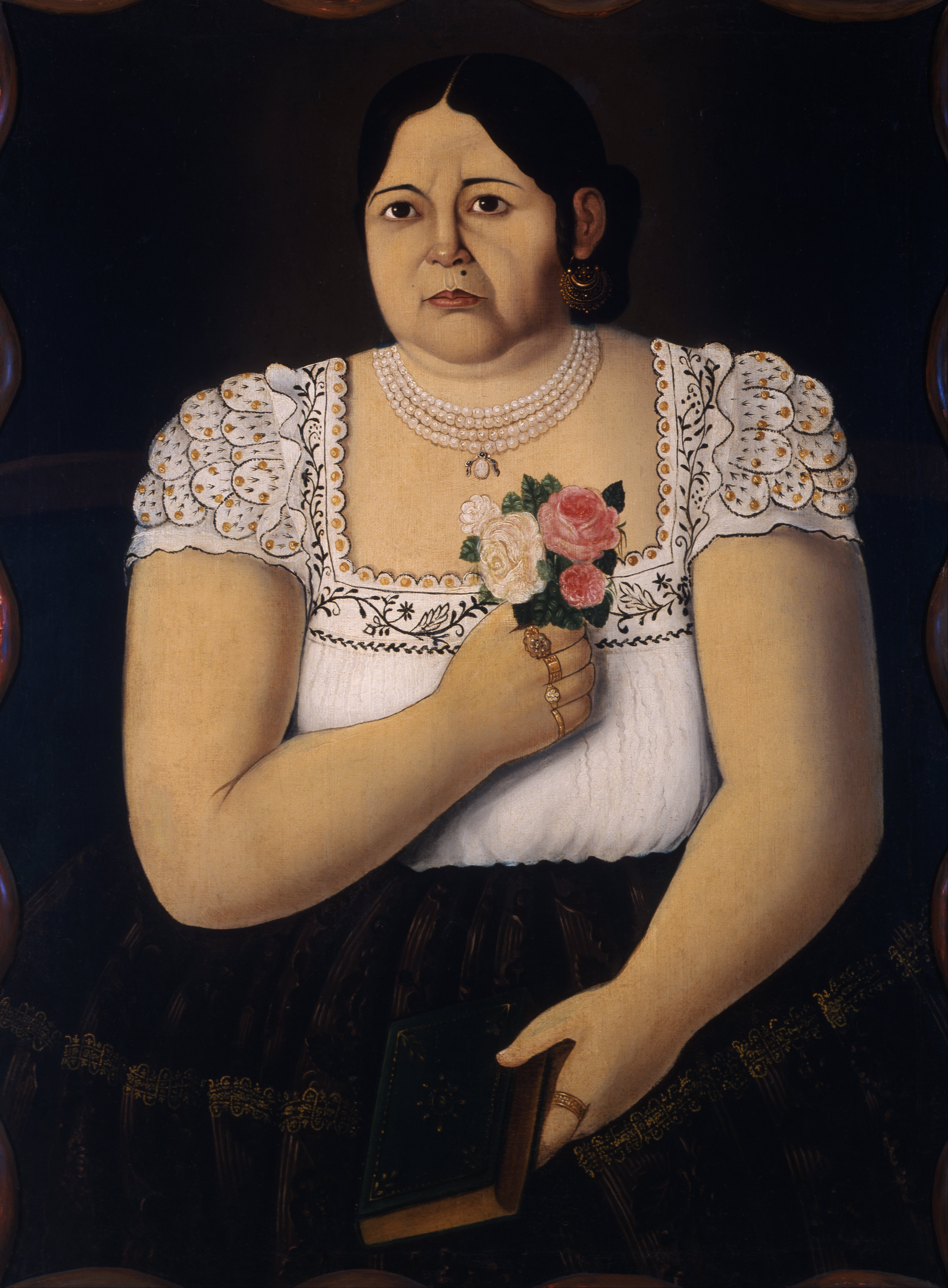
作者不詳の肖像画

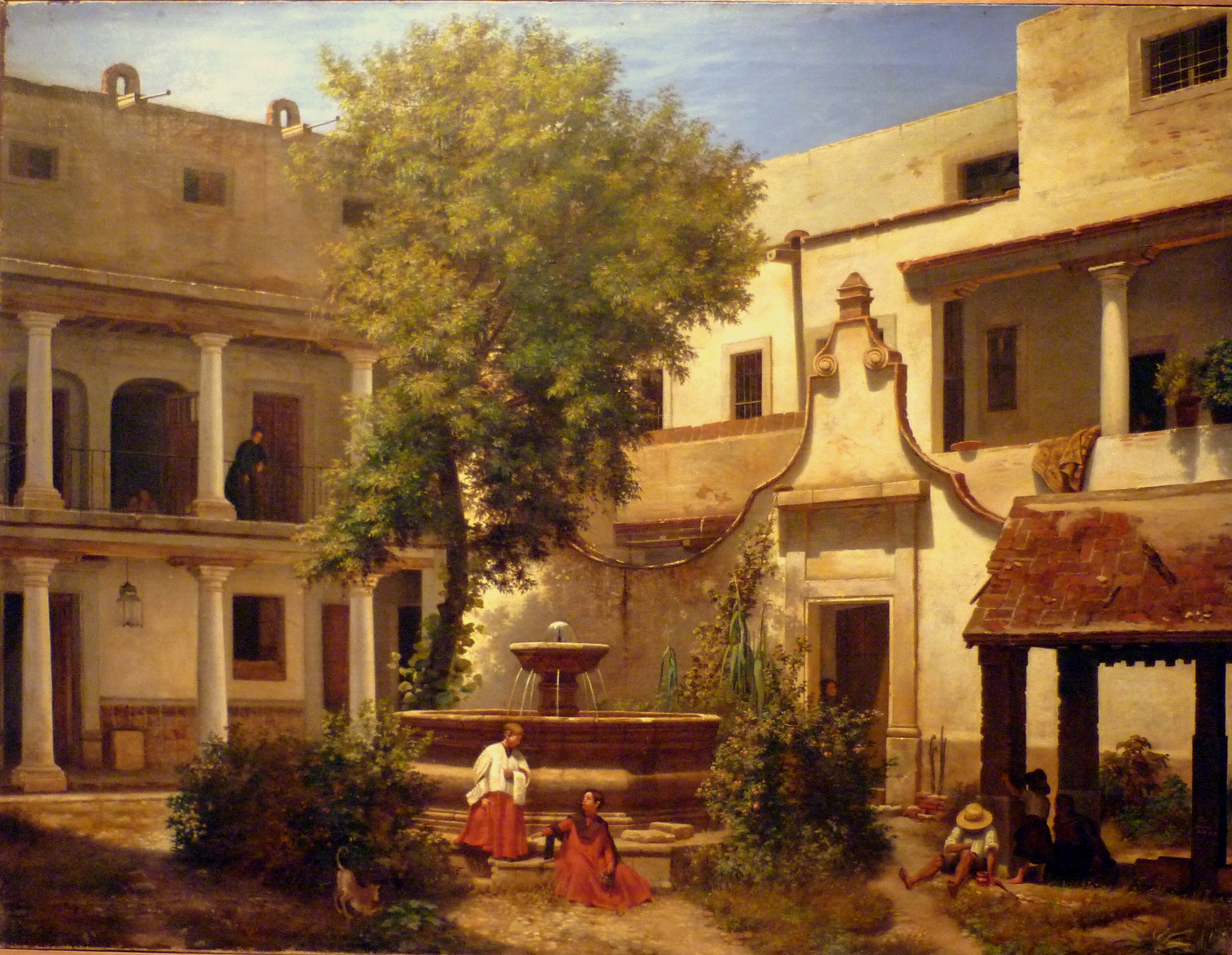
ホセ・ヒメネス Interior of the Metropolitan Cathedral Choir School (1857)
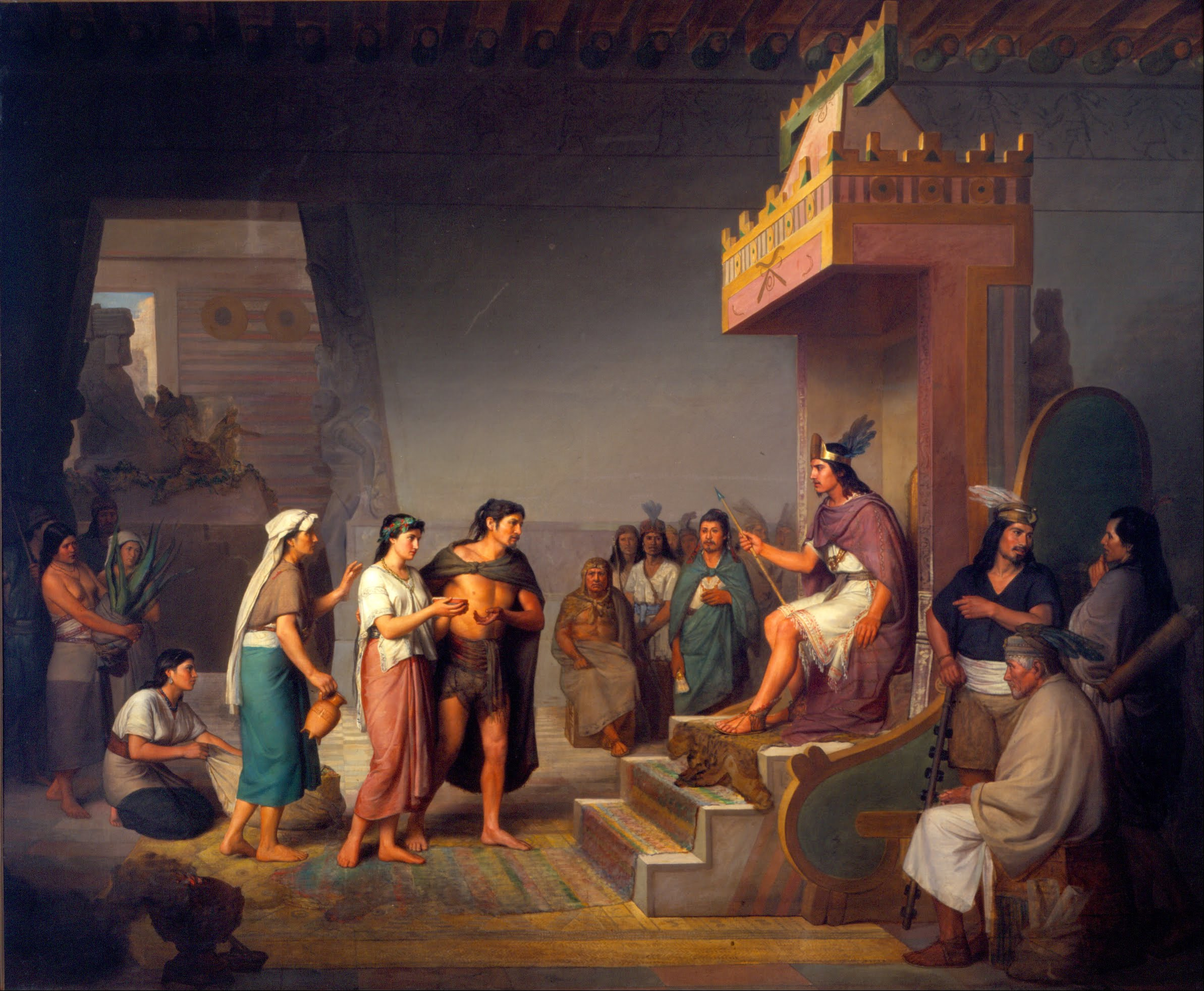
ホセ・オブレゴン 「プルケの発見」 (1869)
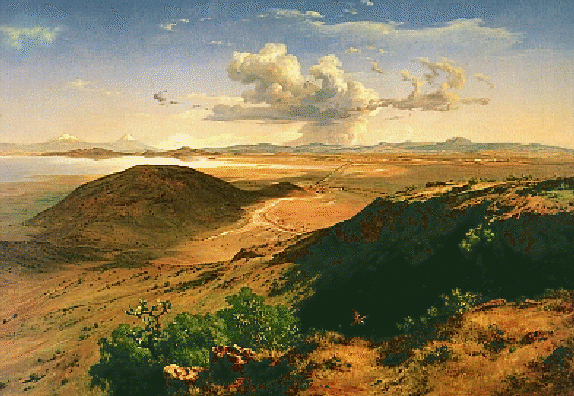
エウジェーニオ・ランデシオ 「メキシコの渓谷」(1877)
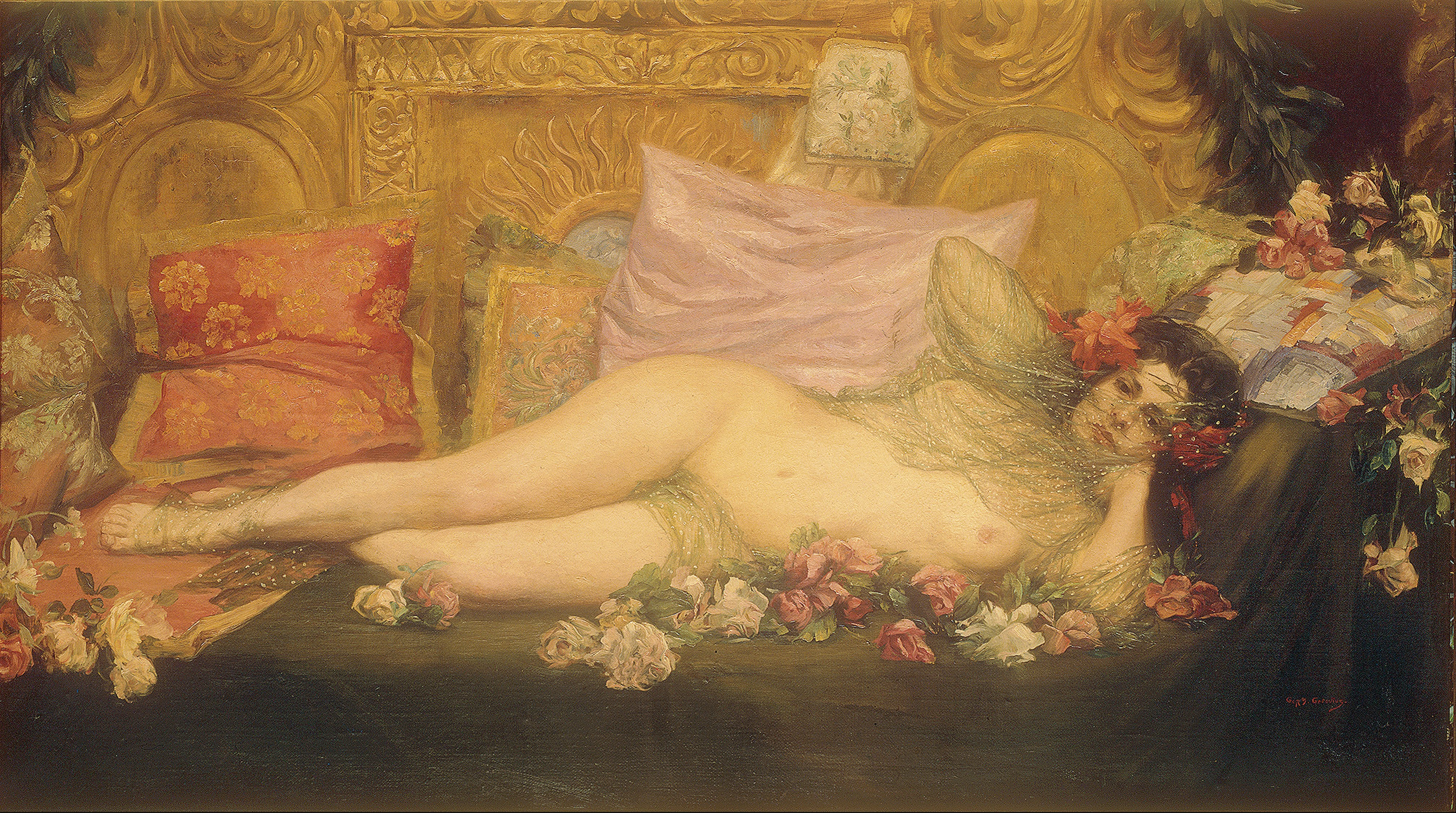
ヘルマン・ヘドビウス "Baroque Nude" (c.1920)
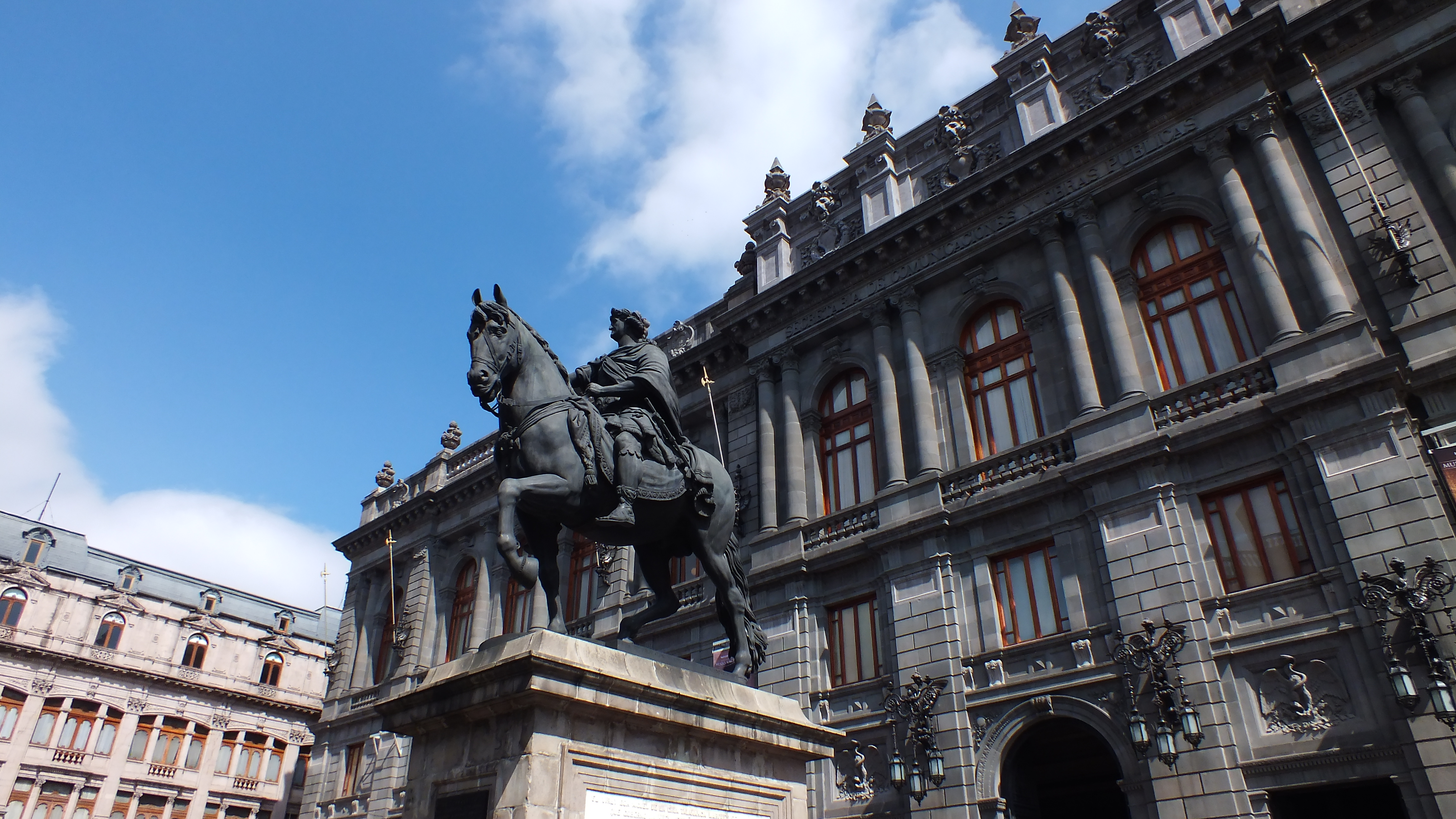
美術館前のカルロス4世の騎馬像